# Majdan Moniacki
Majdan Moniacki – wieś w Polsce położona w województwie lubelskim, w powiecie kraśnickim, w gminie Urzędów.
W latach 1975–1998 miejscowość administracyjnie należała do ówczesnego województwa lubelskiego.
Wieś stanowi sołectwo gminy Urzędów.

## Historia
W drugiej połowie wieku XIX wieś włościańska w powiecie janowskim, gminie Urzędów, parafii Boby, dawniej do dóbr Moniaki należąca. Wieś posiadała domów włościańskich 13, ludności 86 dusz, ziemi włościańskiej 109 mórg na gruntach gliniastych, urodzajnych.